# Les sans pagEs
Pour les articles homonymes, voir LSP.
Les sans pagEs est un projet de la version francophone de Wikipédia lancé en juillet 2016, dont le but est de lutter contre les déséquilibres de genre sur les articles de l'encyclopédie, et une association homonyme fondée en Suisse en 2017. L'activité principale du groupe consiste à rédiger et améliorer des pages biographiques sur des femmes, mais aussi sur les féminismes, le biais de genre ou d'autres sujets sous-représentés.

## Histoire
Le projet Les sans pagEs est créé à l'été 2016 par Natacha Rault, Française économiste de formation, contributrice de Wikipédia, et domiciliée à Genève,,,.
En 2014, à la suite de la publication d'un article dans The New York Times relatif à la problématique du fossé des genres sur Wikipédia, Natacha Rault, en tant que responsable du programme carrières duales à l’Université de Genève, est mandatée par le service égalité de l'Université de Genève pour faire une conférence sur Wikipédia, à la demande de la fondation Émilie Gourd. Ensuite, Natacha Rault, ayant un contrat d'une année avec cette fondation et l'université, organise en Suisse des ateliers de contribution sur les femmes dans Wikipédia,.
S'inspirant de Women in Red et Art+Feminism, sur la version anglophone de Wikipédia, Natachat Rault crée en juin 2016 le projet Les sans pagEs, qui a pour objet de lutter contre les déséquilibres de genre sur la version francophone de l'encyclopédie en ligne. Constatant l'écart entre le nombre de pages biographiques masculines et féminines (moins de 20 % des biographies concernent des femmes), les contributeurs et contributrices du projet remédient à ce biais en créant ou en améliorant la qualité des pages biographiques de femmes admissibles par l'encyclopédie. En 2020, Les sans pagEs estimaient avoir permis la création de plus de 5 000 pages biographiques sur des femmes après 4 années d'existence,.
En marge de cette activité de création de nouvelles pages, le projet est également actif au sein de la communauté wikipédienne pour des actions de sensibilisation,. Les sans pagEs critiquent ainsi les biais d'écriture (exemple : définir une femme par rapport à son mari ou sa famille) ou dénoncent la surreprésentation des contributeurs masculins sur Wikipédia et ses conséquences.
Orienté dès sa création vers la formation et la mise en place d'ateliers d'écriture, le mouvement organise plusieurs rencontres d'éditions dans différentes villes, que ce soit en Suisse, en France ou en Tunisie,,,,.
En octobre 2022, le travail de l'association est cité lors d'une tribune publiée par un collectif de quarante personnalités dénonçant des comportements transphobes dans Wikipédia.
En juillet 2024, le collectif des sans pagEs annonce que 20 % des biographies de Wikipédia sont désormais des biographies de femmes, contre 14 % en 2016 : depuis huit ans, grâce à l'impulsion des Sans PagEs et à l'implication de la communauté de l'encyclopédie, 68 000 articles ont été créés pour arriver à ce résultat,.

## Effectifs
En 2024, environ 300 personnes participeraient d'une manière ou d'une autre au projet,. Selon L'Humanité, le projet comporte, en novembre 2024, 200 contributrices, de nationalité française, mais également suisse, haïtienne, québécoise, béninoise, etc.

## Association
Depuis 2017, une association homonyme a été fondée en Suisse pour soutenir les différentes activités et extensions du projet, notamment en récoltant des fonds pour l'organisation d'événements (exemple : soutien de Wikimedia),,.
Elle a été présidée par Natacha Rault (2017-2022), puis Anne-Laure Michel (depuis 2022). En 2024, l'association comporte une personne salariée.
L'association recrute des contributrices en créant des ateliers réguliers soit sur Internet soit dans des lieux comme la librairie parisienne Violette and Co, où les participantes apprennent à se servir de l'outil d'édition de Wikipédia. Elles y apprennent également à identifier des biais sexistes, comme par exemple, dans un article sur une femme, lorsque la vie familiale est positionnée avant sa vie professionnelle. Certains ateliers sont consacrés à la recherche de femmes qui pourraient avoir un article dans l’encyclopédie et ne l'ont pas encore.